# 德拉沃塞尔道海伊
德拉沃塞尔道海伊，是匈牙利巴兰尼亚州所辖的一个村。总面积6.24平方公里，总人口192，人口密度30.8人/平方公里（2011年1月1日）。